# David Zane Mairowitz
David Zane Mairowitz (* 30. April 1943 in New York City) ist ein US-amerikanischer Schriftsteller.

## Leben
Mairowitz studierte englische Literaturgeschichte und Philosophie am Hunter College, New York und Theaterwissenschaft an der University of California in Berkeley. 1966 siedelte er nach Großbritannien über und arbeitete als freier Publizist und Schriftsteller. Neben seinen journalistischen Arbeiten hat er Kurzgeschichten und Theaterstücke verfasst. Seine Hörspiele und Features werden von zahlreichen Radiostationen in ganz Europa produziert. Für Planet aus Asche erhielt er 1996 den Prix Ostankino in Moskau, 1997 den Prix Italia für Der wollüstige Tango (BBC). Sein Stück Im Krokodilssumpf wurde Hörspiel des Monats Januar 2005 und „Best European Radio Drama of the Year 2005“ beim größten europäischen Fernseh-, Radio- und Internetwettbewerb Prix Europa.
Seit 1966 lebt Mairowitz in Europa, heute in Avignon und Berlin.

## Die Hörspiele um Yevgeny Marlov
Seit 2006 schreibt Mairowitz Dialogbücher für eine Radio-Hörspielreihe, die sich um den selbsternannten Privatdetektiv Marlov dreht. Yevgeny Marlov ist 1934, dem Zeitpunkt des ersten Hörspiels, noch Geheimpolizist des Volkskommissariats für interne Angelegenheiten in Leningrad. Nach seiner Rückkehr aus dem GULag arbeitet er als geduldeter, wenig geliebter Privatdetektiv. Mairowitz flicht dabei gerne wichtige Momente der sowjetischen Geschichte in die Erzählung über die fiktive Figur des Yevgniy Marlov (Anspielung auf Philip Marlowe) ein. Dabei wählt er oftmals Ereignisse aus, deren vollständige Aufklärung bis heute nicht gelungen bzw. fragwürdig ist. Marlov ist dabei eine zeitlose Figur, die sowohl in den 30ern als auch in den 80er Jahren ermittelt, ohne dabei hörbar zu altern. Mit diesem Kunstgriff ist er der Figur des James Bond in den Filmen ähnlich.
Yevgeniy Marlov wird von Udo Schenk gesprochen, leitmotivisch wird bei den ersten drei Hörspielen der Reihe der Walzer Nr. 2 aus der Suite für Varieté-Orchester von Dmitri Schostakowitsch eingesetzt. Inzwischen sind 14 Hörspiele entstanden, die alle unter der Regie von Jörg Schlüter vom Westdeutschen Rundfunk Köln produziert wurden:

### I killed Kirov
Leningrad 1934: In der Parteizentrale der KPDSU wird der erste Sekretär der Leningrader KP Sergei Mironowitsch Kirow erschossen. Es gibt Zeugen, einen Täter und ein Geständnis. Dennoch wird Marlov mit Ermittlungen betraut, während derer er immer tiefer in innerparteiliche Intrigen und Verdunkelungen verwickelt wird. Das Hörspiel ist während des Beginns der Stalinsche Säuberungen angesiedelt. 
Produktion: WDR 2006

### Marlovs Rückkehr
Durch seine Ermittlungen im Falle der Ermordung Kirows in Ungnade gefallen, wird Marlov in den GULag verschleppt. Durch Zufall seiner Erschießung entronnen wird er kurz nach dem Tode Stalins 1953 nach Moskau geholt, um wiederum Ermittlungen zu führen. Auch hier gerät er wieder zwischen alle Stühle.
Produktion: WDR 2007

### Rumänische Rhapsodie
Nikita Chruschtschow schickt Marlov, den er im Zuge seiner Ermittlungen zum Tode Stalins kennengelernt hatte, nach Rumänien, um einen rätselhaften Bankraub zu untersuchen, der jüdischen Intellektuellen untergeschoben wurde. Marlov gerät an Nicolae Ceaușescu, der nach der Macht greift. Hintergrund ist ein tatsächlich 1959 in Bukarest inszenierter Bankraub, der bis heute als einer der umstrittensten politischen Fälle der kommunistischen Ära gilt.
Produktion: WDR 2008

### Marlov und die Leiche
Wieder wendet sich Chruschtschow an Marlov: 1961 verschwindet der Leichnam Stalins. Marlov ermittelt und gerät wieder einmal in eine Falle.
Produktion: WDR 2009

### Marlov und der Alfa Spider
Diesmal soll Marlov für den autovernarrten Breschnew einen alten Alfa Romeo Spider aus Italien holen. Dort erwartet ihn Oberstleutnant Magdalena Gontscharowa, die ihm bei der geheimen Überführung des Autos helfen soll.
Produktion: WDR 2011

### Rückkehr nach Irkutsk
Marlov sucht im Auftrag von Zofia Danilova deren Tochter Vladilena, die bei einer Brigade arbeitete, welche die Eisenbahn der Baikal-Amur-Magistrale quer durch Sibirien baut. Ein Krimi um Gewalt und Korruption, der in der Sowjetunion der 1970er Jahre spielt. Komposition: Bernd Keul; Regie: Jörg Schlüter. Produktion: WDR 2012

### Eine harte Nuss
Marlov soll Anfang der 80er Jahre das Kirow-Ballett auf einer Auslandsreise nach London begleiten und verhindern, dass sich Tänzer ins Ausland absetzen. Der eigentliche Grund: Im Auftrag von Juri Andropow soll er den 1961 in den Westen geflüchteten Tänzer Rudolf Nurejew ermorden.
Produktion: WDR 2013

### Inschallah, Marlov
Im Vorfeld des sowjetischen Einmarsches in Afghanistan (1979–1989) wird Privatdetektiv Marlov aus einer psychiatrischen „Besserungsanstalt“ geholt, um einen heiklen Auftrag auszuführen. Er soll in Kabul Hafizullah Amin beseitigen, der politischen Plänen der Sowjets im Wege steht. Die Handlung spielt im Kontext der Operation Storm-333.
Produktion: WDR 2015

### Marlov und die Kreml-Pille
Nach seiner Rückkehr aus Afghanistan nimmt Marlov den Auftrag einer jungen Frau an, deren Großvater die Sowjetunion insgeheim über die Türkei verlassen will. Dieser angeblich private Auftrag zeigt schnell eine große politische Brisanz. Der jüdische Großvater, ein angesehener Pharmazeut und Professor, ist dem Kreml wohlbekannt.
Produktion: WDR 2016

### Marlov – Blue
Marlov soll den Tod von Sergej Smirnov aufklären, der angeblich nach langer unheilbarer Krankheit verstorben ist. Die Spuren führen ins Moskauer Homosexuellen-Milieu, ins geheime Reich der „Blue“, über die in der Sowjetunion nicht einmal gesprochen werden darf, da solche „westlichen, kriminellen Aktivitäten“ dort offiziell nicht existieren.
Produktion: WDR 2016

### Marlov und der Moskauer Bomben-Zirkus
Marlov erhält von der Ehefrau eines berühmten Dissidenten den Auftrag, einen Rechtsanwalt aus der Stadt zu bringen, der als Sündenbock für eine Serie von Bombenanschlägen herhalten soll. Dabei kommt er nicht nur dem Staatsapparat, sondern auch armenischen Terroristen in die Quere.  Produktion: WDR 2018

### Marlov in Jerusalem
Moskau 1988: Marlov, selbsternannter Privatdetektiv, bekommt den Auftrag, eine vermisste junge Frau zu suchen. Doch sein Misstrauen ist sofort geweckt – er soll dafür wirklich bezahlt werden. Noch misstrauischer wird er, als er feststellen muss, dass die Gesuchte mit einem offiziellen Visum, ausgestellt auf einen Mann, ausgereist ist. Ausgerechnet nach Jerusalem. Dort angekommen, gerät Marlov direkt zwischen die Fronten von Polizei, Geheimdienst und einer ultranationalen Verschwörung. Doch mit ganzem Körpereinsatz gelingt es ihm, die Spur der jungen Frau zu finden.
Produktion: WDR 2019

### Marlov und der rote Ripper
Marlov, der gerissene Privatdetektiv in der UdSSR, erlebt den nächsten Wechsel an der Kreml-Spitze: ein gewisser Michail Gorbatschow führt plötzlich das Land. Und ehe Marlov sich versieht, soll er diskret eine Mordserie mit schier unglaublichen Opfer-Zahlen aufklären.
Produktion: WDR 2021

### Marlov in Tschernobyl
Pripjat 1986: Privatdetektiv Marlov macht sich auf den Weg, um den mysteriösen Tod von neun Bergsteigern aufzuklären. Eine Lawine im Flachland? Marlov ist misstrauisch und wird mit einer Mauer des Schweigens konfrontiert. Das Hörspiel spielt während der Nuklearkatastrophe von Tschernobyl. Der Tod der neun Bergsteiger ist eine Anspielung auf das Unglück am Djatlow-Pass. Produktion: WDR 2023

## Hörspiele und Features
- 1986: Unerwünscht, Regie: Norbert Schaeffer (Hörspiel – SFB/SR)
- 1987: Azaris Lufttheater, Regie: Norbert Schaeffer (Hörspiel – SFB)
- 1987: Herdentrieb, Regie: Ursula Langrock (Hörspiel – SWF)
- 1989: Die Engelmacherin, Regie: Otto Düben (Hörspiel – SR/RB/SDR)
- 1990: Chopins Klavier, Regie: Bernd Lau (Hörspiel – SFB)
- 1990: Der Innenhof, Regie: Klaus W. Leonhard (Hörspiel – DRS)
- 1991: Die Schrumpfmarie, Regie: Christian Gebert, Komposition: Nicolas Jehn (Hörspiel – RB)
- 1991: Silent Wing, Regie: Ursula Langrock (Hörspiel – SR/Funkhaus Berlin)
- 1991: Die Stalinsonate, Regie: Walter Adler (Hörspiel – HR)
- 1993: Herzzeit, Regie: Norbert Schaeffer (Hörspiel – WDR)
- 1993: Laura Singer, Regie: Walter Adler (Hörspiel – SFB/SR)
- 1994: Diuktatorweib, Regie: Joachim Sonderhoff, Komposition: Stefan Hüfner, Hans-Jörg Rüdiger (Hörspiel – WDR)
- 1995: Prawdastraße, Regie: Götz Fritsch, Komposition: Georg Herrnstadt (Hörspiel – ORF/WDR)
- 1997: Albanien fressen, Regie: Fritz Zaugg (Hörspiel – DRS)
- 1997: Dunkle Waise, Regie: Walter Adler, Komposition: Jürgen Peukert (Hörspiel – NDR)
- 1998: Der wollüstige Tango, Regie: Ned Chaillet, Komposition: Dominic Muldowney (Hörspiel – HR/SWF)
- 1998: Die Gespenster von Warschau, Regie: Waldemar Modestowicz (Hörspiel – SFB-ORB/DLR/NDR)
- 1998: Goldrausch oder Something for Everybody, zusammen mit Eberhard Petschinka, Regie: Fritz Zaugg, Komposition: Wolfgang Mitterer (Hörspiel – DRS)
- 1998: Ich kaufte den Ferrari von Juan und Evita Peron, Regie: Klaus Mehrländer, mit: Hans-Georg Panczak, Tilly Lauenstein u. a. (Hörspiel – WDR/SFB-ORB)
- 2000: Sieben Lügen, Regie: Robert Matejka (Hörspiel – SWF)
- 2000: Fragmente einer vulgären Sprache, Regie: Stefan Dutt (Hörspiel – SR)
- 2001: Die Schellacks (Hörspiel, auch Regie – DRS/SFB-ORB)
- 2001: Sherlock Holmes und der Fall Karl Marx, Regie: Dieter Carls, Komposition: Matthias Thurow (Hörspiel – WDR/SFB), Ulrich Matthes in der Hauptrolle. Das Hörspiel erschien 2013 bei Der Audio Verlag in der Box Die verschollenen Fälle.
- 2002: Das FBI und ich (Hörspiel, auch Regie – DLR)
- 2002: Ich war Il Duce's Judenmädchen (Hörspiel, auch Regie – NDR)
- 2003: Die Mission, Regie: Hannes Glarner, Komposition: Martin Gantenbein (Hörspiel – DRS)
- 2003: Good Old Uncle Joe – Eine Leiche wird 50 (Feature, auch Regie – DLR/NDR)
- 2004: Der Schrei der Fledermäuse (Hörspiel, auch Regie – NDR)
- 2005: Im Krokodilsumpf (Hörspiel, auch Regie – RBB)
- 2005: Der Agonietroll, Regie: Götz Fritsch (Hörspiel – MDR)
- 2006: Happy Birthday, Tschernobyl (Feature, auch Regie – DLR)
- 2006: Rote Mutter – Rosa Leviné und die Münchner Räterepublik (Feature, auch Regie – RBB/NDR)
- 2006: Zugzwang (Hörspiel, auch Regie – NDR/SWR)
- 2007: Die Schlafwandlerin (Hörspiel, auch Regie – RBB)
- 2008: Eulenaugen (Hörspiel, auch Regie – RBB/RB)
- 2008: My '68 (Feature, auch Regie – DLR/RBB/ORF)
- 2009: Geris radikale Abenteuer. Damals. Eine rote Mutter in New York (Feature, auch Regie – DLR)
- 2009: Der Lügenjäger. Warum Herr Maszkowski Radio Maryja hört (Feature – DLF/WDR)
- 2009: Die Zehnte Muse – Das Gras in Shakespeares Garten (Feature, auch Regie – DLF)
- 2010: Die Schlafwandlerin (Hörspiel, auch Regie – RBB)
- 2010: Untermenschen und Alphatiere. Juden und Bisons im Warschauer Zoo (Feature zusammen mit Małgorzata Żerwe, auch Regie – DLF/WDR/SR/Radio Gdansk)
- 2012: Category 5: Wie ich Fats Domino aus dem Hurrikan Katrina rettete (Hörspiel, auch Regie – SRF)
- 2012: Liebestunnel. Heiraten in Las Vegas. Ein Radio Road Movie (Hörspiel zusammen mit Małgorzata Żerwe, beide auch Regie – DLF/NDR)
- 2013: Balkankrieg in Queens (Feature zusammen mit Małgorzata Żerwe, auch Regie – DLF/SWR)
- 2013: Rückschau. Hörtanz, Regie: Annette Kurth (Hörspiel – SWR)
- 2014: Drei Songs, 1954 (Hörspiel, auch Regie – RBB)
- 2014: Kafka unchained. Der entfesselte Kafka (Feature zusammen mit Małgorzata Żerwe, beide auch Regie – DLF/ORF)
- 2015: Krieg der Welten 2050 (Hörspiel zusammen mit Małgorzata Zerwe, auch Regie – WDR)[9]
- 2015: Hornissengedächtnis (Hörspiel, auch Regie – SRF/ORF)
- 2016: Galaveranstaltung – mal zornig, mal heiter (Hörspiel, auch Regie – RBB)
- 2017: Kaczynskiland. Wie polnische Geschichte umgedeutet wird (Feature zusammen mit Małgorzata Żerwe, beide auch Regie – DLF/RB)
- 2017: Im Trump-Sumpf – Radio-Swamp-Tour durch die amerikanischen Südstaaten (Feature zusammen mit Małgorzata Żerwe, beide auch Regie – DLR)
- 2018: Mono (Hörspiel, auch Regie – WDR)
- 2018: Die unbegrabenen Schuhe von Stutthof (Feature zusammen mit Małgorzata Żerwe, beide auch Regie – DLF)
- 2018: Züge in Gegenrichtung (Hörspiel, auch Regie – SRF)
- 2019: TKO (Hörspiel, auch Regie – SRF)
- 2019: Volmunster, Komposition: Kai-Uwe Kohlschmidt (Hörspiel, auch Regie – RBB)
- 2020: Eine Straßenbahn namens Danzig – Die PIS-Kampagne gegen Gdansk, Komposition: Mikolaj Trzaska (Feature zusammen mit Małgorzata Żerwe, beide auch Regie – DLF)
- 2020: Von Island zum Roten Planeten: Die Marslandung 2020 (Feature zusammen mit Małgorzata Żerwe, beide auch Regie – RBB)
- 2021: Landkarte der Schande – Anti-LGBTQ-Gemeinden in Polen (Feature zusammen mit Małgorzata Żerwe, beide auch Regie – DLR)
- 2021: Orwells Remington (4-teilige Hörspiel-Serie zusammen mit Philine Velhagen, beide auch Regie – WDR)[10]
- 2021: Das Polio Jahr – Seuchenmärchen, Komposition: Dominic Muldowney (Hörspiel, auch Regie – ORF)
- 2023: Pfeifen auf Jiddisch – Prinz Nazaroffs hundertjährige Reise aus der Ukraine nach Berlin (Feature zusammen mit Małgorzata Żerwe, beide auch Regie – RBB)
- 2023: Saturn. Ein Alligator klagt an (Hörspiel zusammen mit Małgorzata Żerwe, auch Regie – WDR)[11]
- 2024: „Ich bin froh, dass es mich noch gibt“ (Feature mit Astrid Proll – Fragmente eines Bildungsromans – SWR Kultur)[12]

## Werke
- Kafka kurz und knapp. Frankfurt am Main: Zweitausendeins, 1995, ISBN 3-86150-117-1.
- Camus kurz und knapp. Frankfurt am Main: Zweitausendeins, 2000, ISBN 3-86150-334-4.
- Wilhelm Reich kurz und knapp. Frankfurt am Main: Zweitausendeins, 1995, ISBN 3-86150-098-1.
- Die Schellacks. Hörspiel. Basel: Christoph Merian Verlag, 2007, ISBN 978-3-85616-310-5
- Kafka. Berlin: Reprodukt, 2013, ISBN 978-3-943143-54-6.
- Der Process. München: Knesebeck GmbH & Co. Verlag KG, 2013, ISBN 978-3-86873-616-8.

## Auszeichnungen
- 1989 Gilles Cooper Award for Best Radio Play
- 1996 Prix Ostankino für Planet aus Asche
- 1997 Prix Italia (Special Prize for Radio Fiction) für Der wollüstige Tango
- 1997 Sony Gold Award
- 2002 Grandprix Marulic Documentary Award
- 2005 Prix Europa: Bestes europäisches Hörspiel des Jahres 2005 für Im Krokodilsumpf